# Madger Gomes
Madger Antonio Gomes Ajú, född 1 februari 1997 i Alicante, är en spansk fotbollsspelare (mittfältare) med härkomst från Guinea-Bissau som spelar för emiratiska Fursan Hispania. Han har också representerat Spaniens landslag på ungdomsnivå.

## Klubbkarriär
Gomes började sin karriär i Villareal. Han debuterade för reservlaget med ett kort inhopp mot Ontinyent den 3 november 2013. Den 3 september 2014, med mindre än ett år kvar på Gomes ungdomskontrakt, sålde Villareal den lovande U18-landslagsmannen till Liverpool, hellre än att riskera att förlora honom utan ersättning nästföljande sommar. Han figurerade i Liverpools U23-lag men lyckades inte ta sig in i a-laget.
Den 27 juni 2017 värvades Gomes av Leeds United på en fri transfer. Han skrev på ett treårskontrakt, och debuterade den 9 augusti med ett inhopp mot Port Vale i ligacupen. Hans första match från start kom den 22 augusti mot Newport County, också den i ligacupen. De två cupframträdandena blev hans enda seniormatcher i Leeds. Han besvärades av skador under säsongen och den 11 juni 2018 lämnade han klubben för franska Ligue 2-laget Sochaux-Montbéliard, där han skrev på ett tvåårskontrakt.
I januari 2019 gick Gomes till kroatiska NK Istra 1961. Den 20 juni 2019 värvades Gomes av Doncaster Rovers, där han skrev på ett tvåårskontrakt. Den 4 september 2021 värvades Gomes av Crewe Alexandra, där han skrev på ett tvåårskontrakt.

## Landslagskarriär
Gomes är spansk ungdomslandslagsman och har representerat sitt land på olika nivåer upp till U18. Han har också genom sina föräldrar möjlighet att spela för Guinea-Bissau.